# Théodore II de Cilicie
Théodore II de Cilicie ou Kilikec‘i (en arménien Թեոդորոս Բ Կիլիկեցի ; exécuté en 1392/1395) est Catholicos de l'Église apostolique arménienne de 1377 à 1392 ou de 1382 à 1392.

## Biographie
L’histoire de ce Catholicos n’est connue que par l’œuvre de Thomas de Metsop, qui évoque seulement sa mort. Théodore II de Cilicie serait donc devenu Catholicos après la mort de Paul ou Pogos Ier de Sis en 1377 ou en 1382.
À cette époque, la Cilice, depuis la conquête de 1375 qui a mis fin au royaume arménien de Cilicie avec la capture du roi Léon VI, fait théoriquement partie du royaume des Mamelouks du Caire. En fait, les chrétiens arméniens sont livrés aux exactions et à l’arbitraire des émirs musulmans locaux, dont Mélikh Omar qui règne à Sis, l’ancienne capitale.
Selon l’historien arménien contemporain, la mort du Catholicos Théodore II serait due à « la perfidie de quelques chrétiens qui le dénoncent au cruel Mélikh Omar qui le fait exécuter avec seize chefs de maisons  arméniennes ». Peu après, le sultan d’Égypte aurait lui-même fait tuer Mélikh Omar « d’une mort cruelle dans d’affreux supplices », sans que la cause de cette exécution soit précisée.
Contrairement aux historiens modernes, Thomas de Metsop place cet événement dans son Histoire de l’Arménie en 1395 (an 844 de l’ère arménienne) et il le rapporte juste avant le meurtre en 1396 (an 845 de l’ère arménienne) de Zacharie II le Martyr, Catholicos d’Aghtamar  (1378-1393/1396) tué par l’émir Etzin d’Osdan. C’est la date qui a été aussi retenue par le Père Tchamitch dans son Histoire de l’Arménie publiée à Venise en 1785.
L’Église arménienne s’empresse bien entendu de voir dans la mise à mort de Mélikh Omar une vengeance divine. Après le meurtre de Théodore II, le siège de Catholicos serait resté vacant pendant un an (1392-1393), ce qui démontre bien les difficultés de l’époque, jusque l’élection de Karapet Ier de Keghi (1393-1404/1408).